# Tuni (ville)
Tuni est une ville du district de Kakinada, dans l'État indien d' Andhra Pradesh. C'est la deuxième plus grande ville du district de Kakinada. Le combattant de la liberté Alluri Sitaramaraju a étudié ici. C'est un centre de marketing commercial majeur pour plus de 200 villages environnants du district. Tuni est un point frontière pour le district de Kakinada. Elle est connue pour sa production de mangues, avec près de 250 variétés exportées depuis la région. La ville de Tuni est également connue sous le nom de « ville de la mangue ». Tuni est également célèbre pour la production de feuilles de bétel et de sacs en jute. Une variété de noix de cajou est également produite à Tuni.

## Démographie
La ville de Tuni compte 254 448 habitants, dont 106 020 hommes et 148 428 femmes, selon le rapport publié par Census India 2021. Le taux d'alphabétisation dans la ville de Tuni est de 77,40 %.

## Transport
Tuni est très bien relié à l'État et au reste de l'Inde grâce à un réseau d'autoroutes nationales et étatiques. La NH 16 traverse la ville. La route nationale 16, une partie du réseau routier du Quadrilatère d'or, contourne la ville. L' Andhra Pradesh State Road Transport Corporation exploite des services de bus depuis la gare routière de Tuni .

## Éducation
L'enseignement primaire et secondaire est dispensé par des écoles publiques, subventionnées et privées, sous la tutelle du Département de l'éducation scolaire de l'État,.